# غاري ييتس (كاتب)
غاري ييتس (بالفرنسية: Gary Yates)‏ (و. م) هو مخرج أفلام، وكاتب سيناريو كندي، ولد في مونتريال.

## وصلات خارجية
- غاري ييتس على موقع IMDb (الإنجليزية)
- غاري ييتس على موقع ألو سيني (الفرنسية)
- غاري ييتس على موقع أول موفي (الإنجليزية)
- غاري ييتس على موقع قاعدة بيانات الأفلام السويدية (السويدية)
- غاري ييتس على موقع قاعدة بيانات الفيلم (الإنجليزية)
- غاري ييتس على موقع كينوبويسك (الروسية)